# Cyfry koreańskie
Język koreański ma dwa regularnie stosowane zestawy liczebników: koreański i sinokoreański.

## Budowa
W obu wariantach, rodowym i schińszczonym, liczby od 11 do 19 są tworzone przez połączenie dziesiątki i jednostek. Na przykład, 15 będzie w sinokoreańskim sib-o (십오), ale zazwyczaj nie il-sib-o, albo w rodzimym koreańskim yeol-daseot (열다섯). Od dwadzieścia do dziewięćdziesiąt, w trybie sinokoreańskim, liczby tworzy się podając ilość dziesiątek przed słowem dziesięć, natomiast w rodzimym koreańskim istnieje oddzielny zestaw nazw dla tychże liczebników, co jest przedstawione na poniższym zestawieniu. Grupowanie cyfr w wielkich liczbach, zgodnie z chińską tradycją, dokonuje się w miriady (co 10000), inaczej niż w kulturze zachodniej (co 1000). System sinokoreański niemalże w całości opiera się na chińskich liczebnikach.
Rozróżnienie między oboma zestawami liczebników jest bardzo ważne. Wszystko co można policzyć, będzie używać tylko jednego z dwóch wariantów, rzadko obu. Sinokoreańskich nazw używa się czasem jako liczebników porządkowych: yeol beon (열 번) znaczy „dziesięć razy” podczas gdy sip beon (십(十) 번(番)) znaczy „numer dziesięć."
Gdy określany jest wiek osób stosuje się słówko licznikowe sal (살) dla wariantu koreańskiego lub se (세) dla sinokoreańskiego. Na przykład, seu-mul da-seot sal (스물다섯 살) i i-sib-o se (이십오 세) oznacza 'dwudziesto-pięcio-letni'.
Liczebniki sinokoreański stosowane są do wskazywania minut czasu. Na przykład, sam-sib-o bun (삼십오 분) znaczy „__:35” lub „trzydzieści pięć minut”. Liczebniki koreańskie stosowane są dla godzin w trybie 12-godzinnym i dla godzin 00:00 do 12:00 w trybie 24-godzinnym. Godziny od 13:00 do 24:00 w trybie 24-godzinnym są wskazywane przez oba warianty. Na przykład, se si (세 시) znaczy '03:00' lub '3:00 rano/po południu.' a sip-chil si (십칠 시) lub yeol-ilgop si (열일곱 시) znaczy '17:00'.
Dla odliczania powyżej 100 stosuje się wariant sinokoreański, czasami kombinowany: 101 może być baek-hana lub baeg-il.
Czasami rodzime liczebniki przybierają inną formę przed klasyfikatorem miary.
| Liczba | Rodzime liczebniki główne | Rodzime liczebniki główne | Rodzime liczebniki główne | Określające formy rodzimych liczebników głównych | Określające formy rodzimych liczebników głównych | Określające formy rodzimych liczebników głównych |
| Liczba | Hangul                    | McCune-Reischauer         | Poprawiona                | Hangul                                           | McCune-Reischauer                                | Poprawiona                                       |
| ------ | ------------------------- | ------------------------- | ------------------------- | ------------------------------------------------ | ------------------------------------------------ | ------------------------------------------------ |
| 1      | 하나                      | hana                      | hana                      | 한                                               | han                                              | han                                              |
| 2      | 둘                        | dul                       | dul                       | 두                                               | du                                               | du                                               |
| 3      | 셋                        | set                       | set                       | 세                                               | se                                               | se                                               |
| 4      | 넷                        | net                       | net                       | 네                                               | ne                                               | ne                                               |
| 20     | 스물                      | seumul                    | seumul                    | 스무                                             | seumu                                            | seumu                                            |

Można by rzec, że opisowe formy dla 1, 2, 3, 4 i 20 tworzy się przez „odrzucenie ostatniej litery” z pierwotnej formy liczebnika głównego. Przykłady:
- 한 번 han beon („raz”)
- 두 개 du gae („dwie rzeczy”)
- 세 시 se si („godzina trzecia”), dla odmiany, w Korei Północnej zwykle stosowany jest liczebnik sinokoreański 삼 „sam”; co daje 삼시 „sam si"
- 네 명 ne myeong („czworo ludzi”)
- 스무 마리 seumu mari („dwadzieścia zwierząt”)

Czasami podobne zjawisko zachodzi dla wybranych liczebników głównych sinokoreańskich:
- 오뉴월 onyuwol („maj i czerwiec”)
- 유월 yuwol („czerwiec”)
- 시월 siwol („październik”)

Liczebniki główne dla trzy i cztery mają odmienne formy przed niektórymi klasyfikatorami miar:
- 석 달 seok dal („trzy miesiące”)
- 넉 잔 neok jan („cztery filiżanki”)

## Cyfry
- Cyfry sinokoreańskie od 1 do 10ⓘ
- Cyfry rodzime od 1 do 10ⓘ

| 0             | 零/空    | 영 (N: 령), 공 | yeong (N: ryeong), gong | -         | -             |
| 1             | 一       | 일             | il                      | 하나      | hana          |
| 2             | 二       | 이             | ee                      | 둘        | dul           |
| 3             | 三       | 삼             | sam                     | 셋        | set           |
| 4             | 四       | 사             | sa                      | 넷        | net           |
| 5             | 五       | 오             | o                       | 다섯      | taseot        |
| 6             | 六       | 육 (N: 륙)     | yuk (N: ryuk)           | 여섯      | yeoseot       |
| 7             | 七       | 칠             | chil                    | 일곱      | ilgop         |
| 8             | 八       | 팔             | pal                     | 여덟      | yeodeol       |
| 9             | 九       | 구             | gu                      | 아홉      | ahop          |
| 10            | 十       | 십             | ship                    | 열        | yeol          |
| 11            | 十一     | 십일           | shipil                  | 열 하나   | yeolhana      |
| 12            | 十二     | 십이           | shipee                  | 열 둘     | yeoldul       |
| 13            | 十三     | 십삼           | shipsam                 | 열 셋     | yeolset       |
| 14            | 十四     | 십사           | shipsa                  | 열 넷     | yeolnet       |
| 15            | 十五     | 십오           | shipo                   | 열 다섯   | yeoldaseot    |
| 16            | 十六     | 십육 (N: 십륙) | shipnyuk (N: simnyuk)   | 열 여섯   | yeolyeoseot   |
| 17            | 十七     | 십칠           | shipchil                | 열 일곱   | yeolilgop     |
| 18            | 十八     | 십팔           | ship-pal                | 열 여덟   | yeolyeodeol   |
| 19            | 十九     | 십구           | shipgu                  | 열 아홉   | yeolahop      |
| 20            | 二十     | 이십           | iship                   | 스물      | seumul        |
| 30            | 三十     | 삼십           | samship                 | 서른      | seoreun       |
| 40            | 四十     | 사십           | saship                  | 마흔      | maheun        |
| 50            | 五十     | 오십           | oship                   | 쉰        | swin          |
| 60            | 六十     | 육십 (N: 륙십) | yukship (N: ryuksip)    | 예순      | yesun         |
| 70            | 七十     | 칠십           | chilship                | 일흔      | ilheun        |
| 80            | 八十     | 팔십           | palship                 | 여든      | yeodeun       |
| 90            | 九十     | 구십           | guship                  | 아흔      | aheun         |
| 100           | 百       | 백             | baek                    | 온        | on            |
| 1000          | 千       | 천             | cheon                   | 즈믄      | jeumeun       |
| 104           | 萬       | 만             | man                     | 드먼 / 골 | deumeon / gol |
| 108           | 億       | 억             | eok                     | 잘        | jal           |
| 1012          | 兆       | 조             | jo                      | 울        | ul            |
| 1016          | 京       | 경             | gyeong                  | -         | -             |
| 1020          | 垓       | 해             | hae                     | -         | -             |
| 1024          | 秭       | 자             | ja                      | -         | -             |
| 1028          | 穰       | 양             | yang                    | -         | -             |
| 1032          | 溝       | 구             | gu                      | -         | -             |
| 1036          | 澗       | 간             | gan                     | -         | -             |
| 1040          | 正       | 정             | jeong                   | -         | -             |
| 1044          | 載       | 재             | jae                     | -         | -             |
| 1048          | 極       | 극             | geuk                    | -         | -             |
| 1052 lub 1056 | 恒河沙   | 항하사         | hanghasa                | -         | -             |
| 1056 lub 1064 | 阿僧祇   | 아승기         | aseunggi                | -         | -             |
| 1060 lub 1072 | 那由他   | 나유타         | nayuta                  | -         | -             |
| 1064 lub 1080 | 不可思議 | 불가사의       | bulgasaui               | -         | -             |
| 1068 lub 1088 | 無量大數 | 무량대수       | muryangdaesu            | -         | -             |

## Warianty specjalne
W sektorze handlowym i finansowym niektóre znaki hancha w liczbach sinokoreańskich są zastępowane przez formy alternatywne aby zapobiec niejednoznacznościom lub podrobieniom.
| Wartość  | Hangul | Hancha | Zamiennik |
| -------- | ------ | ------ | --------- |
| jeden    | 일     | 一     | 壹        |
| dwa      | 이     | 二     | 貳        |
| trzy     | 삼     | 三     | 參        |
| siedem   | 칠     | 七     | 柒        |
| dziesięć | 십     | 十     | 拾        |
| sto      | 백     | 百     | 佰        |
| tysiąc   | 천     | 千     | 仟        |